# فهرست شهرستان‌های وایومینگ
فهرست شهرستان‌های وایومینگ (به انگلیسی: List of counties in Wyoming)
| نام شهرستان                    | مرکز شهرستان        | تأسیس | جمعیت  | مساحت           | نقشه |
| ------------------------------ | ------------------- | ----- | ------ | --------------- | ---- |
| شهرستان آلبانی، وایومینگ       | لارامی، وایومینگ    | ۱۸۶۸  | ۳۷٬۲۷۶ | ۴٬۲۷۴ مایل‌مربع  |      |
| شهرستان بیگ هورن، وایومینگ     | بیسن، وایومینگ      | ۱۸۹۶  | ۱۱٬۷۹۴ | ۳٬۱۳۷ مایل‌مربع  |      |
| شهرستان کمبل، وایومینگ         | جیلت، وایومینگ      | ۱۹۱۱  | ۴۷٬۸۷۴ | ۴٬۷۹۷ مایل‌مربع  |      |
| شهرستان کربن، وایومینگ         | رولینز، وایومینگ    | ۱۸۶۸  | ۱۵٬۶۶۶ | ۷٬۸۹۷ مایل‌مربع  |      |
| شهرستان کانورس، وایومینگ       | داگلاس، وایومینگ    | ۱۸۸۸  | ۱۴٬۰۰۸ | ۴٬۲۵۵ مایل‌مربع  |      |
| شهرستان کروک، وایومینگ         | ساندنس، وایومینگ    | ۱۸۷۵  | ۷٬۱۵۵  | ۲٬۸۵۹ مایل‌مربع  |      |
| شهرستان فرمونت، وایومینگ       | لندر، وایومینگ      | ۱۸۸۴  | ۴۱٬۱۱۰ | ۹٬۱۸۳ مایل‌مربع  |      |
| شهرستان گوشن، وایومینگ         | ترینگتون، وایومینگ  | ۱۹۱۱  | ۱۳٬۶۳۶ | ۲٬۲۲۵ مایل‌مربع  |      |
| شهرستان هات اسپرینگز، وایومینگ | ترموپولیس، وایومینگ | ۱۹۱۱  | ۴٬۸۲۲  | ۲٬۰۰۴ مایل‌مربع  |      |
| شهرستان جانسون، وایومینگ       | بوفالو، وایومینگ    | ۱۸۷۵  | ۸٬۶۱۵  | ۴٬۱۶۶ مایل‌مربع  |      |
| شهرستان لارامی، وایومینگ       | شاین، وایومینگ      | ۱۸۶۷  | ۹۴٬۴۸۳ | ۲٬۶۸۶ مایل‌مربع  |      |
| شهرستان لینکلن، وایومینگ       | کمرر، وایومینگ      | ۱۹۱۱  | ۱۷٬۹۶۱ | ۴٬۰۶۹ مایل‌مربع  |      |
| شهرستان ناترونا، وایومینگ      | کسپر، وایومینگ      | ۱۸۸۸  | ۷۸٬۶۲۱ | ۵٬۳۴۰ مایل‌مربع  |      |
| شهرستان نیوبرارا، وایومینگ     | لوسک، وایومینگ      | ۱۹۱۱  | ۲٬۴۵۶  | ۲٬۶۲۶ مایل‌مربع  |      |
| شهرستان پارک، وایومینگ         | کودی، وایومینگ      | ۱۹۰۹  | ۲۸٬۷۰۲ | ۶٬۹۴۳ مایل‌مربع  |      |
| شهرستان پلت، وایومینگ          | ویتلند، وایومینگ    | ۱۹۱۱  | ۸٬۷۵۶  | ۲٬۰۸۵ مایل‌مربع  |      |
| شهرستان شریدن، وایومینگ        | شریدن، وایومینگ     | ۱۸۸۸  | ۲۹٬۵۹۶ | ۲٬۵۲۳ مایل‌مربع  |      |
| شهرستان سوبلت، وایومینگ        | پیندال، وایومینگ    | ۱۹۲۱  | ۱۰٬۳۶۸ | ۴٬۸۸۲ مایل‌مربع  |      |
| شهرستان سوئیت‌واتر، وایومینگ    | گرین ریور، وایومینگ | ۱۸۶۷  | ۴۵٬۲۶۷ | ۱۰٬۴۲۶ مایل‌مربع |      |
| شهرستان تتون، وایومینگ         | جکسون، وایومینگ     | ۱۹۲۱  | ۲۱٬۶۷۵ | ۴٬۰۰۸ مایل‌مربع  |      |
| شهرستان یونیتا، وایومینگ       | اونستون، وایومینگ   | ۱۸۶۹  | ۲۱٬۰۲۵ | ۲٬۰۸۲ مایل‌مربع  |      |
| شهرستان واشاکای، وایومینگ      | وورلند، وایومینگ    | ۱۹۱۱  | ۸٬۴۶۴  | ۲٬۲۴۰ مایل‌مربع  |      |
| شهرستان وستون، وایومینگ        | نیوکاسل، وایومینگ   | ۱۸۹۰  | ۷٬۰۸۲  | ۲٬۳۹۸ مایل‌مربع  |      |